# Wargentinsgatan

Wargentinsgatan är en gata på Kungsholmen i Stockholm som är belägen norr om  Stockholms polishus. Gatan sträcker sig i nord-sydlig riktning mellan Fleminggatan och Kungsholmsgatan.

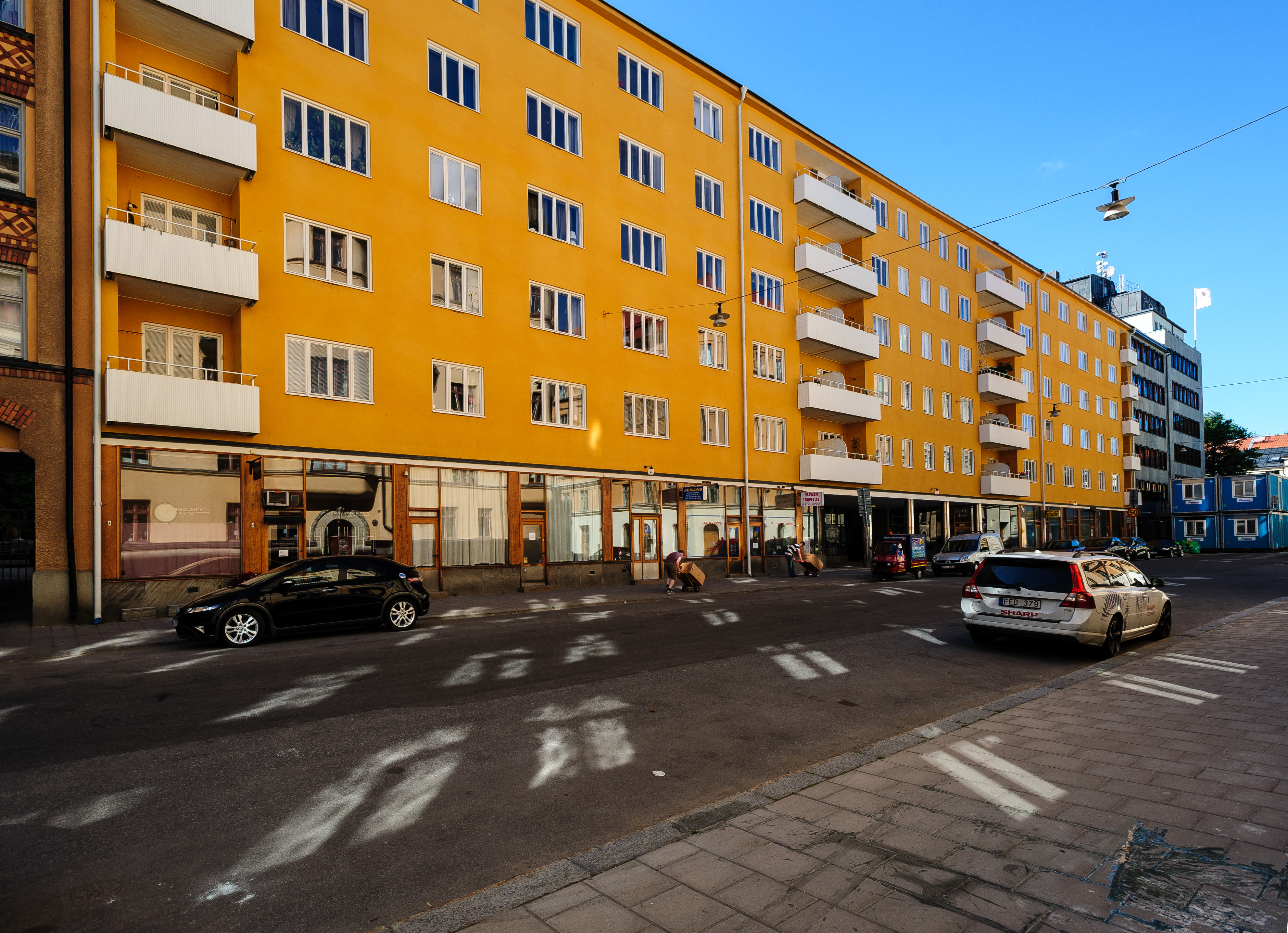
Wargentinsgatan 5 (kvarteret Smultronet) byggt år 1932. Arkitekt Sven Wallander.

Wargentinsgatan är uppkallad efter astronomen och statistikern Pehr Wilhelm Wargentin (1717–1783). Wargentin anses vara grundare av den svenska befolkningsstatistiken, för övrigt världens äldsta. Wargentin var den förste föreståndaren för Stockholms observatorium, och under 34 år ansvarig för utgivningen av rikets almanackor. Han författade de kalendariska uppsatserna ur historiska, astronomiska och fysiska perspektiv. Wargentinsgatan bildades 1925 genom en delning av Pilgatan när polishuset byggdes.